# Gad
|  | Aquest article tracta sobre el personatge bíblic. Si cerqueu el principat de l'Índia, vegeu «Garh». |

Segons el Gènesi, Gad (en hebreu גד בן-יַעֲקֹב Gad ben Yahăqōb) és el setè fill de Jacob, el primer amb la seva esclava Zilpà. Va ser el cap de la seva pròpia tribu, la Tribu de Gad.
Gad es casà i tingué diversos fills:
- Sefon
- Haguí
- Xuní
- Esbon
- Erí
- Arodí
- Arelí

Un dia, juntament amb els seus germans envejosos de Josep, el van vendre a un mercader d'esclaus ismaelita que anava a Egipte i van dir al seu pare que havia estat mort per una fera. Quan arribaren temps de sequera, baixà amb els seus germans a Egipte per comprar aliments. Allà es toparen amb el regent del país, qui els confessà que era el seu germà Josep i els perdonà a tots. Aleshores la família s'instal·là a Egipte. Segons fonts rabíniques, Gad va ser l'únic germà a qui Josep no presentà el faraó, ja que era un jove molt fort i temia que quan el veiés, el faraó se'l quedaria per a la seva guàrdia personal. Gad va morir amb 125 anys.

## Gad (profeta)
Gad va ser també un dels profetes de la cort del Rei David (1010-970 aC) durant el període del regne unificat d'Israel.
Es coneix molt poc de la biografia d'aquest profeta, del que no s'ha conservat cap llibre. Segons el Llibres de Cròniques, va ser enviat per Jehovà al costat del profeta Natan per tal d'organitzar el culte al Temple de Jerusalem. Les seves actuacions són entre Moab, el Regne d'Israel i el Regne de Judà. Els seus consells i profecies s'expliquen al Primer i Segon llibres de Samuel.
Es coneixen dues intervencions del profeta. Gad va convèncer David quan estava perseguit per Saül abans d'arribar al tron i estava refugiat en una caverna, que tornés a Judà.
En els última anys de David, Gad torna a aparèixer. El rei havia ordenat un cens, considerat entre els sacerdots com un pecat, ja que s'interferia en el terreny exclusiu de Jehovà. Gad es va presentar davant del rei per a transmetre-li el càstig dictat per Déu. Havia de triar entre tres coses: set anys de fam pel seu país, tres mesos de derrotes davant dels enemics o tres dies de pesta al regne. David tria la pesta per a ell i la seva casa. Jehovà torna a enviar Gad davant del rei en veure'l penedit, i li diu que ha de construir un altar on oferirà «sacrificis pacífics». Això va posar fi a la plaga.
De les «visions» de Gad no s'ha conservat res, ni tampoc d'una obra sobre els fets de David que el Llibre de Cròniques li atribueix. És possible que s'integressin en els Llibres de Samuel que es conserven.